# 安可道
安可道（英語：Encore Avenue）是加拿大一條已停播的英语收费电视頻道，母公司為康力斯娛樂，指定在安大略省以西（包括加拿大北部三個特區在内）的地域经营。安可道停播前提供两个24小时付费频道，分別為安可道主頻道和安可道2頻道，兩台皆主要播放各种1970年代至1990年代的电影，但亦播放少量2000年代初電影。此頻道的性質與貝爾傳媒旗下的電影網絡安可頻道（The Movie Network Encore）相近；該頻道過去只可於加拿大東部接收，但隨著康力斯娛樂於2015年將其加西特級收費電視業務營運權轉售予貝爾傳媒，安可道亦於2016年停播並由電影網絡安可頻道取代，該頻道自此可於全國接收。

## 歷史
西方國際通訊（Western International Communications）的子公司阿拉科姆收費電視（Allarcom Pay Television Limited）從1980年代起在加拿大西部營運英語特級收費電影頻道超級台（Superchannel）；該公司再於1994年6月獲加拿大視訊委員會批准，在加西地區創辦另一條英語特級收費電影頻道。該頻道於1994年10月1日以「MovieMax!」之名啓播，初期主要播放1960、70和80年代電影，其後則加入1960年代之前的電影。隨著衛星電視於1990年代末期在加拿大普及，西方國際通訊加開了MovieMax!2頻道，順延兩小時播放MovieMax!主頻道的訊號並只限以衛星接收。
隨著西方國際通訊於2000年解散，MovieMax!和超級台亦落入康力斯娛樂手中。康力斯於2001年加開四條電影頻道，同時將全數六條頻道以街道名稱包裝：超級台更名為「電影中心」（Movie Central），MovieMax!則更名為「安可道」（Encore Avenue）並主要播放經典電影。另外四條頻道則分別為主要播放動作片的「腎上腺素大道」（Adrenaline Drive）、主要播放愛情片的「窩心道」（Heartland Road）、主要播放恐怖片的「影子巷」（Shadow Lane）以及主要播放喜劇的「搞笑小徑」（Comic Strip），而「電影中心」亦為六條頻道的統稱。2006年3月，康力斯以六條頻道的名稱對觀眾造成混淆為由將之更名，當中四條頻道順序編號為電影中心1頻道至4頻道，安可道保留原稱，而搞笑小徑則更名為安可道2頻道。
康力斯於2015年11月宣佈將其位於加拿大西部的特級收費電視業務營運權以2億1100萬元轉售予貝爾傳媒，安可道和電影中心遂於2016年3月1日停播並由貝爾旗下的電影網絡（The Movie Network）取代。